# Scabieuse à trois étamines
Scabiosa triandra
Espèce
Classification phylogénétique
La scabieuse à trois étamines (Scabiosa triandra) encore appelée scabieuse de Gramont est une espèce de plante herbacée vivace de la famille des Dipsacaceae selon la classification classique de Cronquist (1981), de la famille des Caprifoliacées selon la classification phylogénétique.